# FC Dacia Chișinău
El FC Dacia Chișinău fue un club de fútbol moldavo de la ciudad de Chisináu, fundado en 1999. El equipo disputaba sus partidos como local en el Stadionul Dacia (Speia) y jugaba en la Divizia Națională. El equipo se proclamó campeón de la liga moldava en la temporada 2010/11.

## Historia
Fue fundado en 1999 por Marin Levadaru, Igor Ursachi, Valeriu Plujnic y Alexandru Șcaruba e inicialmente compitieron en la Divizia A (segunda división), en la cual duraron 2 años hasta su ascenso a la Divizia Națională, en la cual se mantuvo hasta que el club desaparece en 2017.

## Presidentes
| Nombre          | Periodo   |
| --------------- | --------- |
| Gabriel Stati   | 1999-2010 |
| Adlan Shishanov | 2010-2011 |
| Zinaida Jioară  | 2011-2013 |
| Adlan Shishanov | 2013-2017 |

## Palmarés
- Divizia Națională (1): 2011
- Supercupa Moldovei (1): 2011
- Divizia A (1): 2001

## Participación en competiciones de la UEFA

### UEFA Cup/Europa League
| Temporada | Ronda | Club               | Casa | Visita | Global  |
| --------- | ----- | ------------------ | ---- | ------ | ------- |
| 2005–06   | 1     | Vaduz              | 0–2  | 1–0    | 1–2     |
| 2008–09   | 1     | FK Borac Čačak     | 1–1  | 1–3    | 2–4     |
| 2009–10   | 2     | MŠK Žilina         | 0–2  | 1–0    | 0–3     |
| 2010–11   | 1     | FK Zeta            | 0–0  | 1–1    | 1–1 (a) |
| 2010–11   | 2     | Kalmar FF          | 0–2  | 0–0    | 0–2     |
| 2012–13   | 1     | NK Celje           | 1–0  | 1–0    | 2-0     |
| 2012–13   | 2     | IF Elfsborg        | 1-0  | 0-2    | 1–2     |
| 2013–14   | 1     | KS Teuta           | 2–0  | 1–3    | 3–3 (a) |
| 2013–14   | 2     | Chornomorets Odesa | 2–1  | 0–2    | 2–3     |
| 2015–16   | 1     | FK Renova          | 4–1  | 1–0    | 5–1     |
| 2015–16   | 2     | MŠK Žilina         | 1–2  | 2–4    | 3–6     |
| 2016-17   | 1     | Kapaz PFC          | 0–1  | 0-0    | 0-1     |
| 2017-18   | 1     | KF Shkëndija       | 0-4  | 0-3    | 0-7     |

### UEFA Champions League
| Temporada | Ronda            | Club      | Casa | Visita | Global |
| --------- | ---------------- | --------- | ---- | ------ | ------ |
| 2011–12   | Clasificatoria 2 | Zestafoni | 2–0  | 0–3    | 2–3    |

### UEFA Intertoto Cup
| Temporada | Ronda | Club          | Casa | Visita | Global      |
| --------- | ----- | ------------- | ---- | ------ | ----------- |
| 2003      | 1     | GÍ Gøta       | 1–0  | 4–1    | 5–1         |
| 2003      | 2     | KF Partizani  | 2–0  | 3–0    | 5–0         |
| 2003      | 3     | FC Schalke 04 | 1–2  | 0–1    | 1–3         |
| 2007      | 1     | FK Baku       | 1–1  | 1–1    | 2–2 (3–1 p) |
| 2007      | 2     | FC St. Gallen | 0–1  | 1–0    | 1–1 (3–0 p) |
| 2007      | 3     | Hamburger SV  | 1–1  | 0–4    | 1–5         |